# Giro d'Italia 1966
Il Giro d'Italia 1966, quarantanovesima edizione della "Corsa Rosa", si svolse in ventidue tappe dal 18 maggio al 9 giugno 1966 per un percorso totale di 3 976 km. Fu vinto da Gianni Motta. 
In questa edizione del Giro fu introdotta la classifica a punti.

## Tappe
| Tappa  | Data      | Percorso                          | km    | Vincitore di tappa   | Leader cl. generale |
| ------ | --------- | --------------------------------- | ----- | -------------------- | ------------------- |
| 1ª     | 18 maggio | Monte Carlo (MC) > Diano Marina   | 149   | Vito Taccone         | Vito Taccone        |
| 2ª     | 19 maggio | Imperia > Monesi                  | 60    | Julio Jiménez        | Julio Jiménez       |
| 3ª     | 20 maggio | Diano Marina > Genova             | 120   | Severino Andreoli    | Julio Jiménez       |
| 4ª     | 21 maggio | Genova > Viareggio                | 241   | Giovanni Knapp       | Julio Jiménez       |
| 5ª     | 22 maggio | Viareggio > Chianciano Terme      | 222   | Vendramino Bariviera | Julio Jiménez       |
| 6ª     | 23 maggio | Chianciano Terme > Roma           | 226   | Raffaele Marcoli     | Julio Jiménez       |
| 7ª     | 24 maggio | Roma > Rocca di Cambio            | 158   | Rudi Altig           | Julio Jiménez       |
| 8ª     | 25 maggio | Rocca di Cambio > Napoli          | 238   | Marino Basso         | Julio Jiménez       |
| 9ª     | 26 maggio | Napoli > Campobasso               | 210   | Vincent Denson       | Julio Jiménez       |
| 10ª    | 27 maggio | Campobasso > Giulianova           | 221   | Dino Zandegù         | Julio Jiménez       |
| 11ª    | 28 maggio | Giulianova > Cesenatico           | 229   | Rudi Altig           | Julio Jiménez       |
| 12ª    | 29 maggio | Cesenatico > Reggio Emilia        | 206   | Dino Zandegù         | Julio Jiménez       |
| 13ª    | 30 maggio | Parma > Parma (cron. individuale) | 46    | Vittorio Adorni      | Vittorio Adorni     |
|        | 31 maggio | giorno di riposo                  |       |                      |                     |
| 14ª    | 1º giugno | Parma > Arona                     | 267   | Franco Bitossi       | Vittorio Adorni     |
| 15ª    | 2 giugno  | Arona > Brescia                   | 196   | Julio Jiménez        | Gianni Motta        |
| 16ª    | 3 giugno  | Brescia > Bezzecca                | 143   | Franco Bitossi       | Gianni Motta        |
| 17ª    | 4 giugno  | Riva del Garda > Levico Terme     | 239   | Gianni Motta         | Gianni Motta        |
| 18ª    | 5 giugno  | Levico Terme > Bolzano            | 137   | Michele Dancelli     | Gianni Motta        |
| 19ª    | 6 giugno  | Bolzano > Moena                   | 100   | Gianni Motta         | Gianni Motta        |
| 20ª    | 7 giugno  | Moena > Belluno                   | 215   | Felice Gimondi       | Gianni Motta        |
| 21ª    | 8 giugno  | Belluno > Vittorio Veneto         | 181   | Pietro Scandelli     | Gianni Motta        |
| 22ª    | 9 giugno  | Vittorio Veneto > Trieste         | 172   | Vendramino Bariviera | Gianni Motta        |
| Totale | Totale    | Totale                            | 3 976 |                      |                     |

## Squadre e corridori partecipanti
| N.     | Cod. | Squadra                |
| ------ | ---- | ---------------------- |
| 1-10   | SAL  | Salvarani              |
| 11-20  | BIA  | Bianchi-Mobylette      |
| 21-30  | FIL  | Filotex                |
| 31-40  | FOR  | Ford France-Hutchinson |
| 41-50  | LEG  | Legnano                |
| 51-60  | MAI  | Mainetti               |
| 61-70  | MOL  | Molteni                |
| 71-80  | SAN  | Sanson                 |
| 81-90  | VIT  | Vittadello             |
| 91-100 | MAN  | Mann-Grundig           |

## Classifiche finali

### Classifica generale - Maglia rosa
| Pos. | Corridore        | Squadra     | Tempo      |
| ---- | ---------------- | ----------- | ---------- |
| 1    | Gianni Motta     | Molteni     | 111h10'48" |
| 2    | Italo Zilioli    | Sanson      | a 3'57"    |
| 3    | Jacques Anquetil | Ford France | a 4'40"    |
| 4    | Julio Jiménez    | Ford France | a 5'44"    |
| 5    | Felice Gimondi   | Salvarani   | a 6'47"    |
| 6    | Franco Balmamion | Sanson      | a 7'27"    |
| 7    | Vittorio Adorni  | Salvarani   | a 8'00"    |
| 8    | Franco Bitossi   | Filotex     | a 9'24"    |
| 9    | Vito Taccone     | Vittadello  | a 11'42"   |
| 10   | Rolf Maurer      | Filotex     | a 20'28"   |

### Classifica a punti
| Pos. | Corridore      | Squadra    | Punti |
| ---- | -------------- | ---------- | ----- |
| 1    | Gianni Motta   | Molteni    | 228   |
| 2    | Rudi Altig     | Molteni    | 162   |
| 3    | Vito Taccone   | Vittadello | 152   |
| 4    | Franco Bitossi | Filotex    | 147   |
| 5    | Dino Zandegù   | Bianchi    | 134   |

### Classifica scalatori
| Pos. | Corridore        | Squadra     | Punti |
| ---- | ---------------- | ----------- | ----- |
| 1    | Franco Bitossi   | Filotex     | 490   |
| 2    | Julio Jiménez    | Ford France | 320   |
| 3    | Gianni Motta     | Molteni     | 160   |
| 4    | Italo Zilioli    | Sanson      | 150   |
| 5    | Silvano Schiavon | Legnano     | 120   |